# Колігативні властивості
Колігативні властивості (від лат. colligo — зв'язувати, з'єднувати) — властивості розчинів, які залежать від кількості частинок розчинених речовин і не залежать від їх природи. Основою впливу розчинених речовин на властивості розчину є те, що вони знижують хімічний потенціал (μ) розчинника. До колігативних властивостей належать: зменшення тиску насиченої пари і температури плавлення, підвищення температури кипіння і поява осмотичного тиску.

## Зниження тиску насиченої пари

Наявність у розчині молекул розчиненої речовини може блокувати випаровування молекул розчинника, але не їх конденсації

Зниження тиску насиченої пари розчину описується законом Рауля, який для ідеального бінарного (такого, що складається із двох компонентів — розчинника і однієї розчиненої речовини) розчину формулюється так: відносне зниження тиску насиченої пари розчинника над розчином рівне мольній частці розчиненої речовини:
{\displaystyle {{{\rm {(}}P_{A}^{o}-P_{A}{\rm {)}}} \over {P_{A}^{o}}}=X_{B}},
де P0
A — тиск пари над чистим розчинником, PA — тиск пари над розчином, XB — мольна частка розчиненої речовини.
З молекулярної точки зниження тиску насиченої пари розчинника над розчином із збільшенням концентрації розчиненої речовини можна пояснити тим, що наявність молекул розчиненої речовини на поверхні розчину перешкоджає виходу молекул розчинника у пару але не перешкоджає їх поверненню.

## Зниження температури замерзання і підвищення температури кипіння

Діаграма, що відображає зниження температури плавлення і збільшення температури кипіння розчину у порівнянні із чистим розчинником, внаслідок зменшення хімічного потенціалу розчинника через наявність розчиненої речовини

Щоб кількісно оцінити збільшення температури кипіння і зменшення температури плавлення розчину, слід знайти температуру при якій, за сталого тиску (1 атм.), пара чистого розчинника або чистий розчинник у твердій формі відповідно має такий же хімічний потенціал, як і розчинник у розчині (див. схему праворуч). Знайдені температури і будуть новими температурами фазового переходу.
Кількісно зміну температур плавлення і кипіння можна розрахувати за формулами:
{\displaystyle \Delta T_{f}=Km}
{\displaystyle \Delta T_{b}=Em},
де ΔTf — зміна температури плавлення, ΔTb — зміна температури кипіння, m — моляльна концентрація розчиненої речовини, K — кріоскопічна стала, E — ебуліоскопічна стала. Кріоскопічна та ебуліоскопічна сталі залежать тільки від природи розчинника. Їх значення для деяких речовин наведене у таблиці:
| Розчинник | Кріоскопічна стала (K) | Ебуліоскопічна стала (E) |
| --------- | ---------------------- | ------------------------ |
| Бензен    | 5,12                   | 2,53                     |
| Камфора   | 40                     |                          |
| Фенол     | 7,27                   | 3,04                     |
| Вода      | 1,86                   | 0,51                     |
| Хлороформ | 4,70                   | 3,63                     |

Зниження температури плавлення розчину у порівнянні із чистим розчинником лежить в основі методу визначення молекулярної маси розчиненої речовини, що називається кріоскопією. Проте цей метод поступився більш точним і перестав використовуватись.

## Осмос

Схематичне зображення дифузії води через напівпроникну мембрану у більш концентрований розчин

Осмос (від дав.-гр. ὠσμός — штовхати) — це спонтанний перехід чистого розчинника у розчин, відділений від нього напівпроникною мембраною, тобто проникною для розчинника і не проникною для розчиненої речовини. Осмотичний тиск (Π) — це тиск, який необхідно прикласти до розчину, щоб зупинити надходження розчинника. Причиною виникнення осмосу, як і інших колігативних властивостей, є зменшення хімічного потенціалу розчинника внаслідок наявності в ньому молекул розчиненої речовини.
Значення осмотичного тиску для сильно розведених розчинів можна приблизно обчислити, використовуючи рівняння, виведене Вант-Гоффом:
{\displaystyle \Pi =icRT},
де R — універсальна газова стала, Т — абсолютна температура, ic — осмолярність розчину, тобто добуток фактора Вант-Гоффа (i), який визначається мірою дисоціації розчиненої речовини на окремі компоненти, і молярної концентрації розчиненої речовини (c). Для хлориду натрію, наприклад, i=2, оскільки ця сіль повністю дисоціює на Na+ і Cl-. Для розчину із кількома (n) розчиненими речовинами, загальний осмотичний тиск є сумою:
{\displaystyle \Pi =RT(i_{1}c_{1}+i_{2}c_{2}+...+i_{n}c_{n})}
Важливими прикладами осмосу є транспорт рідин через клітинні мембрани, діаліз та осмометрія — визначення молекулярних мас речовин шляхом вимірювання осмотичного тиску їх розчину. Цей метод широко використовується для з'ясування молекулярних мас макромолекул.